# Joseph Biner
Joseph Biner SJ (* 16. Juli 1697 in Gluringen; † 24. März 1766 in Rottenburg am Neckar) war ein Schweizer römisch-katholischer Theologe, Jesuit und Kanonist.

## Leben
Im Jahre 1715 trat Biner in den Jesuitenorden ein. Seine Priesterweihe fand 14 Jahre später, im Jahre 1729, statt.
Von 1730 bis Oktober 1737 unterrichtete er Philosophie an der Hohen Schule in Rottenburg am Neckar (1730), der Universität Dillingen (1731) und der Universität Ingolstadt (1734), in den Jahren 1737 bis 1743 Dogmatik am Jesuitenkollegium Luzern, der Universität Innsbruck und schließlich von 1744 bis 1759 Kirchenrecht an den Universitäten in Innsbruck und Dillingen (1752) sowie in Amberg (1758).
Von 1760 bis 1765 war Joseph Biner Rektor der Albertina in Freiburg im Breisgau und 1765 sowie im darauf folgenden Jahr Rektor in Rottenburg. Diese Stellung hatte er bis zu seinem Tode inne.

## Wirken
Joseph Biner beteiligte sich maßgeblich an den Auseinandersetzungen gegen die Häresie, vornehmlich in der Schweiz. Alle seine veröffentlichten, nachfolgenden Werke haben aufgrund der Erfahrungen mit den „Ketzern“ eine polemische Färbung. Seine 1739 publizierte Schrift Catholische Anmerckung uber die neueste uncatholische Controvers-Schreiber, absonderlich den so genannten Urim und Thummim zu Zürich bezieht sich auf „Ketzer“ in Zürich. 1744 veröffentlichte er die Schrift Indifferentismus, eine Abhandlung über die religiöse Gleichgültigkeit und Liberalismus. 1750 stellte er mit seiner Schrift Heiligkeit der Kirche die Position der katholischen Kirche dar. Als wichtiges Werk gegen die Ketzerei gilt das 13-teilige/6-bändige Werk Tractatus theologico-juridicus de summa trinitate, fide catholica et hierarchia ecclesiastica.
Hauptwerk Biners ist Apparatus eruditionis ad iurisprudentiam praesertim ecclesiasticum. Das von 1745 bis 1762 entstandene achtbändige Werk (Quartbände) der Kirchen- und Weltgeschichte mit besonderer Berücksichtigung des kirchlichen Rechts wird als eine der umfassendsten kanonischen Schriften seit dem Mittelalter angesehen.
Seine letzte Schrift Kurzer Begriff der heutigen Glaubenstreitigkeiten ist eine Prüfung und Widerlegung der verschiedenen protestantischen Glaubensrichtungen.

## Schriften
- Catholische Anmerckung über die neueste Uncatholische Controvers-Schreiber, absonderlich den so genannten Urim und Thum[m]im zu Zürich. Augsburg 1739–1745:

1. Kurtze Abbildung der Protestantischen Bücher-Schreiber (1739) (Digitalisat)
2. Von dem Wort Gottes (1740) (Digitalisat)
3. Von der Kirchen unfehlbaren und sichtbaren Beständigkeit (1744) (Digitalisat)
4. Von der Kirchen Einigkeit (1745) (Digitalisat)
- Satyrisches Gedicht auf die Glaubens-Verbesserer, Freiburg 1740. (Digitalisat)
- Protestantische Glaubens-Bekan[n]tnuß Eines nacher Zürich flüchtigen Ordens-Geistlichen. In einem kurtzen Begriff der heutigen Glaubens-Strittigkeiten, Widerlegt, Augsburg 1740. (Digitalisat)
- Brief des Pater Rectors des Jesuiter Collegii zu Lucern, Freiburg 1741. (Digitalisat)
- Widerlegung der reformirten Profession von einem Apostaten, Augsburg 1741.
- Beschreibung des unglücklichen Anlauffs der Praedicanten zu Zürich in ihrem Mucken-Tanz um das Licht cathol. Wahrheit, Augsburg, 1742 – 1743:

Erster Theil: In welchem die Nichtigkeit ihrer Beweissthümer / Falschheiten / und andere Praedicanten Stücklein entdeckt werden. (1742) (Digitalisat)
Zweyter Theil: In welchem ihre Zeugen vorgeführt, untersucht und als untreue Leuth-Betrüger verworffen werden. (1743) (Digitalisat)
Dritter Theil: In welchem ihre greuliche Verfälschungen, Lugen und Betrügereyen der wahrheitliebenden Welt vor Augen gelegt werden. (1743) (Digitalisat)
- Indifferentismus oder Gleichgiltigkeit im Glauben, zu Heylsamer Wahrnung, sich zu hüten vor der schädlichen Sucht der Indifferentisten, Syncretisten, und Libertiner, welche in der Religion Krummes für Grades gelten lassen, Augsburg 1744. (Digitalisat)
- Casus iuridicus in titulum de testamentis et ultimis voluntatibus, Innsbruck 1747. (Digitalisat)
- Heiligkeit der Kirch, oder gründliche Untersuchung, welche Kirch heilig, und also mit disen Kennzeichen der Kirch Christi geziehret, Augsburg [u. a.] 1750. (Digitalisat)
- Dissertationes iuridicae de pactis et contractibus, Augsburg 1750. (Digitalisat)
- Dissertationes juridicae de jure beneficiali et patronatus, Augsburg 1750. (Digitalisat)
- Apparatus Eruditionis Ad Jurisprudentiam, Praesertim Ecclesiasticam, Augsburg [u. a.] 1754–1766:

1. De Iure in genere. (1754) (Digitalisat)
2. De Iure Naturae et Gentium, de Iure Positivo Divino et Apostolico. (1754) (Digitalisat)
3. De iure synodali universali. (1754) (Digitalisat)
4. De Iure Synodali Universali. (1754) (Digitalisat)
5. De Iure Synodali Provinciali, ac Provinciarum Statum. (1754) (Digitalisat)
6. De Iure Synodali Provinciali, ac Provinciarum Statu. (1754)(Digitalisat)
7. De Jure Sinodali, Publico S. R. J. & Provinciarum Statu, Saeculo XVI. (1754) (Digitalisat)
8. Complectens Statum Ecclesiasticum Et Politicum Germaniae Et Galliae Saeculo XVII. (1762) (Digitalisat)
9. Complectens Statum Regnorum Et Rerumpublicarum Saeculi XVII. (1764) (Digitalisat)
10. Complectens Statum Ecclesiasticum Et Politicum Saeculi XVIII. (1765) (Digitalisat)
11. Complectens Synopsin Bullarii Romani, Et Vitae Pontificum Cum Variis Observationibus. (1766) (Digitalisat)
12. Complectens Historiam Ecclesiasticam Et Politicam Asiae, Africae, Et Americae. (1766) (Digitalisat)
13. Complectens Indicem Materiarum, Quae In Omnibus Huius Operis Partibus Continentur. (1766) (Digitalisat)
- Catholische Anmerckungen P. Josephi Biner S. J. über den wieder aufleben sollenden Luther, Augsburg [u. a.] 1753. (Digitalisat)
- Catholische und apostolische Kirch erwiesen gegen ihre Feind, Augsburg 1753. (Digitalisat)
- Kurtzer Begrieff der heutigen Glaubens-Streittigkeiten, in Wiederlegung protestantischer Glaubens-Bekanntnuß, Augsburg [u. a.] 1756. (Digitalisat)
- De iure primarum precum, Venedig 1762.
- De usuris, Venedig 1762.
- De rigore poenitentiae saeculo III, Venedig 1762.
- An protestantes iustam excusationem habeant cur in concilio Tridentino non comparuerint eique obedire detrectaverint?, Venedig 1762.
- Tractatus Theologico-Juridicus De Summa Trinitate, Fide Catholica, Et Hierarchia Ecclesiastica, Augsburg [u. a.] 1765. (Digitalisat)